# Mapserver
MapServer — середовище з відкритими вихідними кодами для розробки інтернет-застосунків для обробки геоінформаційних даних.  Може працювати як програма CGI, або через Mapscript (модулі для роботи з різними мовами програмування).  MapServer було розроблено в Університеті Міннесоти.  Спочатку, MapServer розроблявся з підтримкою NASA, котра потребувала інструмент для оприлюднення своїх знімків зі штучних супутників Землі.

## Зовнішні посилання
- Домашня сторінка MapServer [Архівовано 1 січня 2009 у Wayback Machine.](англ.)
- Open Source Geospatial Foundation Website [Архівовано 13 вересня 2017 у Wayback Machine.](англ.)